# Heterobostrychus aequalis
Heterobostrychus aequalis är en skalbaggsart som först beskrevs av Waterhouse 1884.  Heterobostrychus aequalis ingår i släktet Heterobostrychus och familjen kapuschongbaggar. Arten förekommer tillfälligt i Sverige, men reproducerar sig inte. Inga underarter finns listade i Catalogue of Life.

## Bildgalleri

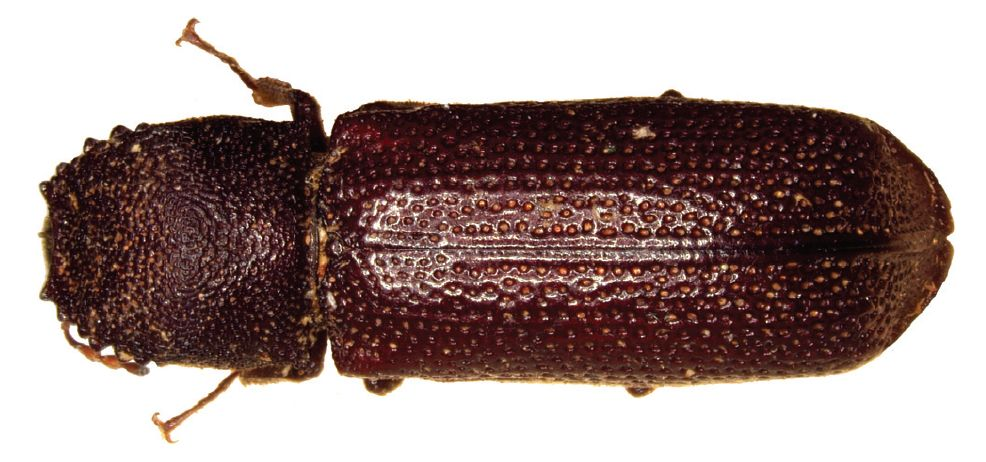
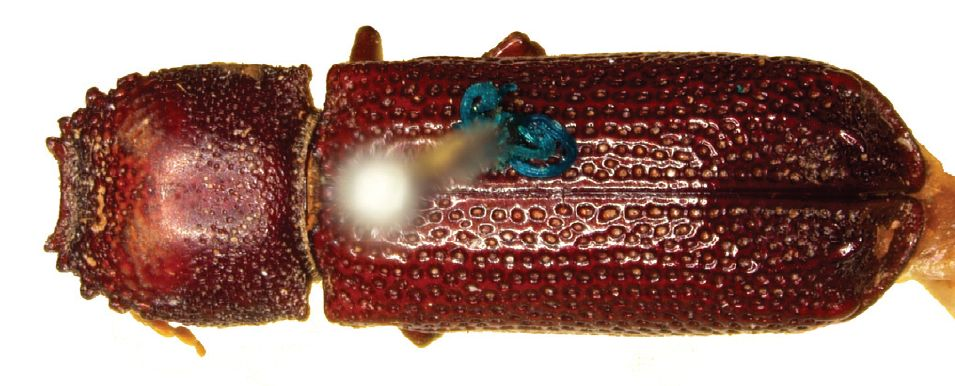
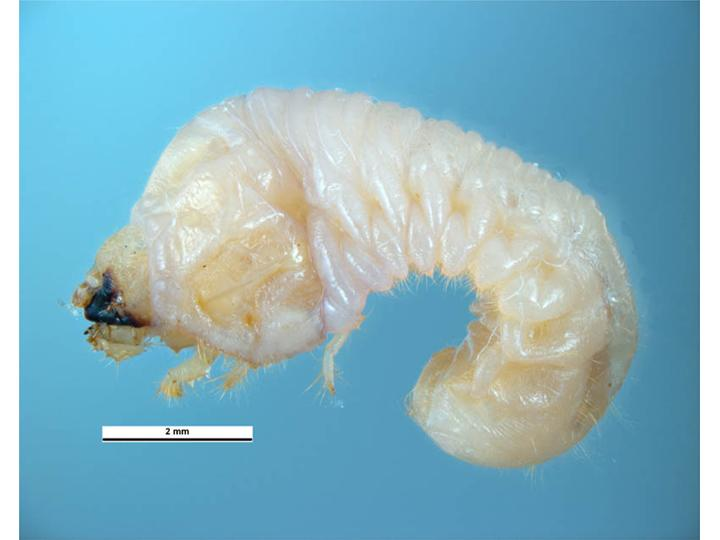
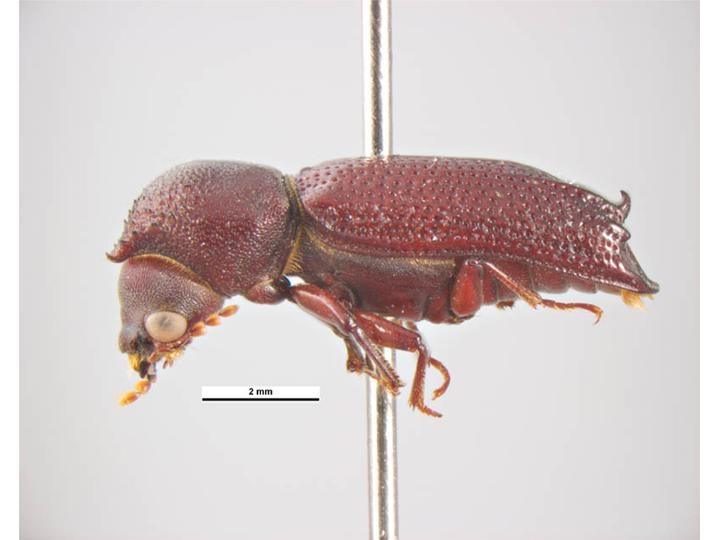